# Гаур
Гаур (лат. Bos gaurus) је сисар из реда папкара (Artiodactyla) и фамилије шупљорожаца (Bovidae). То је велика дивљег говеда које има тамно - смеђу боје коже. Гаури углавном живе у крдима, да би се заштитили од предатора. Време проводе пасући и преживљавајући, слабо спавају (најдуже један сат, понекад могу да направе паузе од пет минута да би задремали и наставили даље да се крећу. Глобална популација је процењена на максимално 21.000 зрелих јединки у 2016. Она је опала за више од 70% током последње три генерације, и истребљена је из Шри Ланке и највероватније Бангладеша. Популације у добро заштићеним подручјима су стабилне и расту.
То је највећа врста међу дивљим говедима и бовидама. У Малезији се зове селаданг, а у Мјанмару пиаунг. Доместиковани облик гаура назива се гајал (Bos frontalis) или митун.

## Таксономија
је био научни назив који је предложио Чарлс Хамилтон Смит 1827. године. Каснији аутори су подредили врсту под било Bos или Bibos.
До данас су признате три подврсте гаура:
- B. g. gaurus је присутан у у Индији, Непалу и Бутану;[5]
- B. g. readei које је описао Ричард Лајдекер 1903. године на основу примерка из Мјанмара сматра се да покрива опсег од Горњег Мјанмара до региона Танинтарија;[6]
- B. g. hubbacki који је описао Лидекер 1907. на основу примерка из Паханга на полуострву Малезија;[6] сматрало се да се простире на полуострву Малезија и вероватно северно до Тенасерима. Ова класификација, заснована углавном на разликама у боји и величини, више није широко призната.[7]

Међународна комисија за зоолошку номенклатуру је 2003. године фиксирала важеће специфично име дивљег гаура као прво доступно име засновано на дивљој популацији, иако је му је претходио називу за домаћи облик. Већина аутора је усвојила назив Bos gaurus за дивље врсте као валидан за таксон.

## Угроженост
Ова врста се сматра рањивом у погледу угрожености врсте од изумирања.

## Распрострањење
Ареал врсте Bos gaurus обухвата већи број држава. Врста има станиште у Индији, Кини, Тајланду, Малезији, Бутану, Камбоџи, Мјанмару, Лаосу. Вијетнаму, Непалу и Бангладешу. Изумрла је у Шри Ланци.
Гаури су углавном ограничени на зимзелене шуме или полузимзелене и влажне листопадне шуме, али се такође јављају у областима листопадних шума на периферији њиховог подручја. Станиште Гаура карактеришу велики, релативно ненарушени шумски простори, брдовити терени испод надморске висине од 1.500 до 1.800 m (4.900 до 5.900 стопа), доступност воде и обиље сточне хране у облику траве, бамбуса, жбуња и дрвећа . Њихова очигледна преференција према брдовитом терену може бити делимично последица ранијег претварања већине равница и других нижих области у обрадиве површине и пашњаке. Јављају се од нивоа мора до надморске висине од најмање 2.800 m (9.200 ft). Чини се да ниска подручја обухватају оптимално станиште.
У Непалу, популација гаура је процењена на 250–350 средином 1990-их, са већином у Националном парку Читван и суседном Националном парку Парса. Ова два парка повезана су ланцем шумовитих брда. Чинило се да су популацијски трендови релативно стабилни. Читванска популација се повећала са 188 на 368 животиња у периоду од 1997. до 2016. Попис у Националном парку Парса потврдио је присуство 112 гаура у истом периоду.
У Индији је средином 1990-их популација процењена на 12.000–22.000. Западни Гати и њихова брда у јужној Индији чине једно од највећих постојећих упоришта гаура, посебно у комплексу Вајанад – Нагархол – Мудумалај – Bandipur|Бандипур. Процењује се да популација Индије, Бутана и Бангладеша обухвата 23.000–34.000 јединки. Пријављена је велика популација од око 2.000 јединки у националним парковима Нагарахол и Бандипур, преко 1.000 јединки у пројекту Тадоба Андхари Тигер, 500–1000 јединки у резервату тигрова Перијар, Тихој долини и суседним шумским комплексима, и преко 800 јединки у резервату дивљих животиња Бадра.
У Бангладешу, неколико гаура се јавља у брдима Читагонг, углавном у округу Бандербан. Током пројекта замке за камеру, забележено је неколико гаура што указује на то да је популација фрагментована и вероватно у опадању. Гауре лове локални племенски људи у резервату Сангу Матамухари, иако је лов забрањен у Бангладешу.
На Тајланду су гаур некада обитавали широм земље, али се процењује да је мање од 1.000 јединки остало током 1990-их. У претежно полу-зимзеленом шумском комплексу Донг Фајајен – Као Јај, они су забележени у малој густини на прелазу векова, са процењеним укупним бројем од око 150 јединки.
У Вијетнаму је познато да неколико области у провинцији Ђак Лок садрже гаур према подацима из 1997. године. Неколико стада опстаје у Националном парку Кат Тиен и у суседним државним шумарским поседима. Тренутни статус популације гаура је слабо познат; могуће је да су у озбиљном паду.
У Камбоџи, популација гаура је знатно опала у периоду од касних 1960-их до раних 1990-их. Највећа популација земље остала је у провинцији Мондулкири, где је до 2010. можда преживело до 1000 јединки у шумовитом пределу од преко 15.000 km2 (5.800 sq mi). Резултати опсервација прикривеним камерама прикупљеним 2009. године сугеришу да постоји глобално значајна популација гаура у резервату за дивље животиње Сре Пок и суседном резервату за дивље животиње Фном Прич, а узорковање са удаљености трансеката из резервата за дивље животиње Кео Сеима показало је да је присутно око 500 јединки у 2010. године. Од тада је дошло до брзог опадања ове популације, а вероватно и свих популација широм Камбоџе. Ажурирани подаци за резерват за дивље животиње Кео Сеима показују пад на само 33 јединке у 2020. и 2020. стопе сусрета у резервату за дивље животиње Сре Пок и резервату за дивље животиње Фном Прич биле су прениске да би се анализирале узорковањем са удаљености.
У Лаосу, процењено је да је до 200 јединки насељавало границе заштићених подручја средином 1990-их. Пријављено је да су дисконтинуирано дистрибуирани у малим бројевима. Прекомерни лов је смањио популацију, а преживели су се углавном налазили на тешко приступачним местима. У мање од шест националних подручја заштите биодиверзитета налази се више од 50 јединки. Подручја са популацијом која би вероватно била од националног значаја укључивала су слив Нам Теун и суседну висораван. Накнадна истраживања спроведена деценију касније коришћењем прилично интензивног постматрања камером више нису забележила присуство гаура, што указује на огроман пад популације.

## Станиште
Станишта врсте су шуме, планине, брда, поља кукуруза, бамбусове шуме, саване, травна вегетација, мочварна и плавна подручја, џунгла, екосистеми ниских трава. Најчешће током боравка на пашњацима и џунглама сусрећу се са тигровима, где на њиховој територији страда половина крда, постојали су и случајеви где су очевидци описивали како су гаури роговима пробадали тигрове. Врста је по висини распрострањена до 2800 метара надморске висине.